# Barão de Forrester
Barão de Forrester é um título nobiliárquico criado por D. Fernando II de Portugal, Regente durante a menoridade de D. Pedro V de Portugal, por Decreto de 20 de Abril de 1855, em favor de Joseph James Forrester.
Titulares
1. Joseph James Forrester, 1.° Barão de Forrester.